# 铁北街道 (齐齐哈尔市)
铁北街道是中国黑龙江省齐齐哈尔市富拉尔基区下辖的一个街道，位于北满铁路以北，故名铁北街道，属于城乡结合部。